# Vòng loại Giải vô địch bóng đá thế giới 1978 – Khu vực châu Âu
Dưới đây là danh sách các trận đấu và kết quả của vòng loại Giải vô địch bóng đá thế giới 1978 khu vực châu Âu (UEFA). Để có cái nhìn tổng quan hơn về toàn bộ vòng loại, vui lòng tham khảo bài viết Vòng loại Giải vô địch bóng đá thế giới 1978.
Khu vực châu Âu được phân bổ 9,5 suất trong tổng số 16 suất tham dự vòng chung kết. Tây Đức – với tư cách là nhà đương kim vô địch – được đặc cách vào thẳng vòng chung kết, để lại 8,5 suất còn lại dành cho 31 đội tuyển cạnh tranh. Albania là đội tuyển duy nhất thuộc UEFA không tham gia vòng loại lần này.
31 đội được chia thành 9 bảng đấu, gồm 5 bảng có 3 đội và 4 bảng có 4 đội. Các đội thi đấu theo thể thức vòng tròn hai lượt (sân nhà và sân khách). Các đội đứng đầu bảng từ bảng 1 đến bảng 8 sẽ giành quyền tham dự vòng chung kết. Riêng đội vô địch bảng 9 sẽ tham dự trận play-off liên lục địa giữa UEFA và CONMEBOL (khu vực Nam Mỹ).

## Bốc thăm
Lễ bốc thăm chia bảng vòng loại được tổ chức tại Thành phố Guatemala vào ngày 20 tháng 11 năm 1975. Trong quá trình bốc thăm, các đội tuyển được phân chia vào 9 bảng đấu dựa trên 4 nhóm hạt giống.
| Pot A                                                               | Pot B                                                           | Pot C                                                                                | Pot D                        |
| ------------------------------------------------------------------- | --------------------------------------------------------------- | ------------------------------------------------------------------------------------ | ---------------------------- |
| Bulgaria Đông Đức Ý Hà Lan Ba Lan Scotland Thụy Điển Nam Tư Liên Xô | Áo Bỉ Tiệp Khắc Anh Pháp Hungary Bồ Đào Nha Tây Ban Nha Thụy Sĩ | Đan Mạch Phần Lan Hy Lạp Cộng hòa Ireland Bắc Ireland Na Uy România Thổ Nhĩ Kỳ Wales | Síp Iceland Luxembourg Malta |

## Tổng quan
Bảng dưới đây trình bày thông tin về cả 9 bảng đấu tại vòng loại. Các đội giành quyền tham dự vòng chung kết được đánh dấu màu xanh lục, trong khi các đội bị loại được đánh dấu màu đỏ. Đội giành quyền tham dự trận play-off liên lục địa giữa UEFA và CONMEBOL được đánh dấu màu xanh dương. Các đội trong mỗi bảng được sắp xếp theo vị trí chung cuộc.
| Bảng 1                        | Bảng 2                        | Bảng 3                          | Bảng 4                       | Bảng 5                        | Bảng 6            | Bảng 7              | Bảng 8             | Bảng 9             |
| ----------------------------- | ----------------------------- | ------------------------------- | ---------------------------- | ----------------------------- | ----------------- | ------------------- | ------------------ | ------------------ |
| · Ba Lan                      | · Ý                           | · Áo                            | · Hà Lan                     | · Pháp                        | · Thụy Điển       | · Scotland          | · Tây Ban Nha      | · Hungary          |
| · Bồ Đào Nha · Đan Mạch · Síp | · Anh · Phần Lan · Luxembourg | · Đông Đức · Thổ Nhĩ Kỳ · Malta | · Bỉ · Bắc Ireland · Iceland | · Bulgaria · Cộng hòa Ireland | · Na Uy · Thụy Sĩ | · Tiệp Khắc · Wales | · România · Nam Tư | · Liên Xô · Hy Lạp |

Ghi chú:
- Đội được đánh dấu màu xanh lục giành quyền tham dự vòng chung kết.
- Đội được đánh dấu màu xanh dương giành quyền tham dự trận play-off liên lục địa giữa UEFA và CONMEBOL.

## Vòng bảng

### Bảng 1
| VT | Đội        | ST | T | H | B | BT | BB | HS  | Đ  |
| -- | ---------- | -- | - | - | - | -- | -- | --- | -- |
| 1  | Ba Lan     | 6  | 5 | 1 | 0 | 17 | 4  | +13 | 11 |
| 2  | Bồ Đào Nha | 6  | 4 | 1 | 1 | 12 | 6  | +6  | 9  |
| 3  | Đan Mạch   | 6  | 2 | 0 | 4 | 14 | 12 | +2  | 4  |
| 4  | Síp        | 6  | 0 | 0 | 6 | 3  | 24 | −21 | 0  |

### Bảng 2
| VT | Đội        | ST | T | H | B | BT | BB | HS  | Đ  |
| -- | ---------- | -- | - | - | - | -- | -- | --- | -- |
| 1  | Ý          | 6  | 5 | 0 | 1 | 18 | 4  | +14 | 10 |
| 2  | Anh        | 6  | 5 | 0 | 1 | 15 | 4  | +11 | 10 |
| 3  | Phần Lan   | 6  | 2 | 0 | 4 | 11 | 16 | −5  | 4  |
| 4  | Luxembourg | 6  | 0 | 0 | 6 | 2  | 22 | −20 | 0  |

### Bảng 3
| VT | Đội        | ST | T | H | B | BT | BB | HS  | Đ  |
| -- | ---------- | -- | - | - | - | -- | -- | --- | -- |
| 1  | Áo         | 6  | 4 | 2 | 0 | 14 | 2  | +12 | 10 |
| 2  | Đông Đức   | 6  | 3 | 3 | 0 | 15 | 4  | +11 | 9  |
| 3  | Thổ Nhĩ Kỳ | 6  | 2 | 1 | 3 | 9  | 5  | +4  | 5  |
| 4  | Malta      | 6  | 0 | 0 | 6 | 0  | 27 | −27 | 0  |

### Bảng 4
| VT | Đội         | ST | T | H | B | BT | BB | HS  | Đ  |
| -- | ----------- | -- | - | - | - | -- | -- | --- | -- |
| 1  | Hà Lan      | 6  | 5 | 1 | 0 | 11 | 3  | +8  | 11 |
| 2  | Bỉ          | 6  | 3 | 0 | 3 | 7  | 6  | +1  | 6  |
| 3  | Bắc Ireland | 6  | 2 | 1 | 3 | 7  | 6  | +1  | 5  |
| 4  | Iceland     | 6  | 1 | 0 | 5 | 2  | 12 | −10 | 2  |

### Bảng 5
| VT | Đội              | ST | T | H | B | BT | BB | HS | Đ |
| -- | ---------------- | -- | - | - | - | -- | -- | -- | - |
| 1  | Pháp             | 4  | 2 | 1 | 1 | 7  | 4  | +3 | 5 |
| 2  | Bulgaria         | 4  | 1 | 2 | 1 | 5  | 6  | −1 | 4 |
| 3  | Cộng hòa Ireland | 4  | 1 | 1 | 2 | 2  | 4  | −2 | 3 |

### Bảng 6
| VT | Đội       | ST | T | H | B | BT | BB | HS | Đ |
| -- | --------- | -- | - | - | - | -- | -- | -- | - |
| 1  | Thụy Điển | 4  | 3 | 0 | 1 | 7  | 4  | +3 | 6 |
| 2  | Na Uy     | 4  | 2 | 0 | 2 | 3  | 4  | −1 | 4 |
| 3  | Thụy Sĩ   | 4  | 1 | 0 | 3 | 3  | 5  | −2 | 2 |

### Bảng 7
| VT | Đội       | ST | T | H | B | BT | BB | HS | Đ |
| -- | --------- | -- | - | - | - | -- | -- | -- | - |
| 1  | Scotland  | 4  | 3 | 0 | 1 | 6  | 3  | +3 | 6 |
| 2  | Tiệp Khắc | 4  | 2 | 0 | 2 | 4  | 6  | −2 | 4 |
| 3  | Wales     | 4  | 1 | 0 | 3 | 3  | 4  | −1 | 2 |

### Bảng 8
| VT | Đội         | ST | T | H | B | BT | BB | HS | Đ |
| -- | ----------- | -- | - | - | - | -- | -- | -- | - |
| 1  | Tây Ban Nha | 4  | 3 | 0 | 1 | 4  | 1  | +3 | 6 |
| 2  | România     | 4  | 2 | 0 | 2 | 7  | 8  | −1 | 4 |
| 3  | Nam Tư      | 4  | 1 | 0 | 3 | 6  | 8  | −2 | 2 |

### Bảng 9
| VT | Đội     | ST | T | H | B | BT | BB | HS | Đ |
| -- | ------- | -- | - | - | - | -- | -- | -- | - |
| 1  | Hungary | 4  | 2 | 1 | 1 | 6  | 4  | +2 | 5 |
| 2  | Liên Xô | 4  | 2 | 0 | 2 | 5  | 3  | +2 | 4 |
| 3  | Hy Lạp  | 4  | 1 | 1 | 2 | 2  | 6  | −4 | 3 |

Hungary giành quyền tham dự trận play-off UEFA–CONMEBOL.

## Play-off liên lục địa
| Đội 1   | TTS | Đội 2   | Lượt đi | Lượt về |
| ------- | --- | ------- | ------- | ------- |
| Hungary | 9–2 | Bolivia | 6–0     | 3–2     |

Hungary giành quyền tham dự vòng chung kết World Cup 1974.

## Cầu thủ ghi bàn
9 bàn thắng
- Roberto Bettega

7 bàn thắng
- Hans Krankl

5 bàn thắng
- Martin Hoffmann
- Cemil Turan

4 bàn thắng
- Joachim Streich
- Kevin Keegan
- Kazimierz Deyna
- Grzegorz Lato
- Manuel Fernandes
- Thomas Sjöberg

3 bàn thắng
- Mick Channon
- Michel Platini
- Tibor Nyilasi
- Francesco Graziani
- Ruud Geels
- Chris McGrath
- Safet Sušić

2 bàn thắng
- Josef Stering
- Raoul Lambert
- Pavel Panov
- Lars Bastrup
- Henning Munk Jensen
- Per Røntved
- Allan Simonsen
- Hartmut Schade
- Ray Kennedy
- Aki Heiskanen
- Esa Heiskanen
- Olavi Rissanen
- Mimis Papaioannou
- Zoltán Kereki
- András Törőcsik
- Giancarlo Antognoni
- Johan Cruyff
- Johnny Rep
- Gerry Armstrong
- Andrzej Szarmach
- Stanisław Terlecki
- Fernando Chalana
- Nené
- Dudu Georgescu
- Anghel Iordănescu
- Kenny Dalglish
- David Kipiani
- Rubén Cano
- Bo Börjesson
- Sedat Özden
- Leighton James

1 bàn thắng
- Roland Hattenberger
- Wilhelm Kreuz
- Hans Pirkner
- Herbert Prohaska
- Walter Schachner
- Paul Courant
- Maurice Martens
- Gilbert Van Binst
- François Van der Elst
- Roger Van Gool
- Hristo Bonev
- Chavdar Tsvetkov
- Andrey Zhelyazkov
- Takis Antoniou
- Stefanis Michael
- Stavros Stylianou
- Miroslav Gajdůšek
- Zdeněk Nehoda
- Antonín Panenka
- Ladislav Petráš
- Allan Hansen
- Jørgen Kristensen
- Benny Nielsen
- Kristen Nygaard
- Ole Rasmussen
- Niels Tune-Hansen
- Peter Kotte
- Wolfram Löwe
- Jürgen Sparwasser
- Gert Weber
- Trevor Brooking
- Trevor Francis
- Paul Mariner
- Stuart Pearson
- Joe Royle
- Dennis Tueart
- Kai Haaskivi
- Teppo Heikkinen
- Ari Mäkynen
- Jyrki Nieminen
- Matti Paatelainen
- Dominique Bathenay
- Christian Dalger
- Bernard Lacombe
- Dominique Rocheteau
- László Fazekas
- István Halász
- László Nagy
- Sándor Pintér
- László Pusztai
- Béla Várady
- Sándor Zombori
- Ingi Björn Albertsson
- Ásgeir Sigurvinsson
- Liam Brady
- Don Givens
- Romeo Benetti
- Franco Causio
- Claudio Gentile
- Renato Zaccarelli
- Nico Braun
- Gilbert Zender
- Ruud Krol
- Willem Van Hanegem
- René Van de Kerkhof
- Willy Van de Kerkhof
- Sammy McIlroy
- Derek Spence
- Odd Iversen
- Tom Lund
- Rune Ottesen
- Zbigniew Boniek
- Bohdan Masztaler
- Włodzimierz Mazur
- Rui Jordão
- Octávio Machado
- Seninho
- Francisco Vital
- László Bölöni
- Iosif Vigu
- Asa Hartford
- Joe Jordan
- Don Masson
- Leonid Burjak
- Anatoliy Konkov
- Eugenio Leal
- Pirri
- Björn Andersson
- Peter Risi
- Claudio Sulser
- Serge Trinchero
- Mehmet Özgül
- Volkan Yayim
- Nick Deacy
- Zoran Filipović
- Dražen Mužinić
- Aleksandar Trifunović

1 bản phản lưới nhà
- László Bálint (trong trận gặp Liên Xô)
- Gregorio Benito (trong trận gặp Romania)
- Ian Evans (trong trận gặp Scotland)